# 长苞血见愁
长苞血见愁（学名：Teucrium viscidum var. longibracteatum）为唇形科香科科属下的一个变种。

## 扩展阅读
- 維基物種上的相關：长苞血见愁